# Lepidoblepharis peraccae
Lepidoblepharis peraccae — вид геконоподібних ящірок родини Sphaerodactylidae. Ендемік Колумбії. Вид названий на честь італійського герпетолога Маріо Джачінто Перакки.

## Поширення і екологія
Lepidoblepharis peraccae мешкають в прибережних районах на заході Колумбії, від Чоко до Нариньйо, зокрема на острові Горгона, можливо, також в сусідніх районах Еквадору. Вони живуть у вологих рівнинних тропічних лісах, на висоті до 500 м над рівнем моря.